# Гало (острвце)
Гало (фр. Gallo) је острвце и најсевернија тачка Африке и Туниса. Налази се на 37°33‘ сгш и 08°57‘ игд.

## Географија
Гало припада Тунису и налази се у Средоземном мору. Део је архипелага Џазират Џалита, који се састоји из једног већег и неколико мањи острва. Гало је стена површине око 0,2 km². Неприступачно је и ненасељено.